# Длиннохвостый водяной печник
Длиннохвостый водяной печник (лат. Cinclodes pabsti) — вид птиц из семейства печниковых. Эндемик Бразилии. Его естественной средой обитания являются умеренные луга и пастбища.
Научное название дано в честь бразильского ботаника Гиду Фредерика Жуана Пабста (1914—1980). Вид оказался более редок, нежели считалось ранее, поэтому с 2007 года его охранный статус был изменен с LC на NT.
В 2012 году учёными был описан новый вид птиц Cinclodes espinhacensis, который, однако, теперь считается подвидом Cinclodes pabsti и известен под названием Cinclodes pabsti espinhacensis.